# The Old Dead Tree
The Old Dead Tree – francuska grupa muzyczna grająca mieszankę doom metalu, melodic death metalu i innych podgatunków heavymetalowych. Powstała w 1997 r. w Paryżu. Jak dotąd zespół nagrał dwie płyty studyjne. Pierwsza z nich, The Nameless Disease, wydana w 2003 r., poświęcona jest samobójczej śmierci perkusisty zespołu, Frédérica Guillemot. Natomiast kolejny album, The Perpetual Motion, został wydany w 2005 r. W 2006 r. zespół wystąpił w Polsce, w katowickim "Spodku" podczas festiwalu Metalmania. W 2009 r. zespół został rozwiązany.

## Skład zespołu

### Aktualni członkowie
- Manuel Munoz – gitara, śpiew
- Gilles Moinet – gitara, chórki
- Vincent Danhier – gitara basowa
- Foued Moukid – perkusja

#### Byli członkowie
- Frédéric Guillemot (nie żyje) – perkusja
- Franck Métaiyer (ur. 18 lipca 1979) – perkusja
- Nicolas Chevrollier – gitara

## Dyskografia
- The Blossom (1999, demo)
- The Nameless Disease (2003)
- The Perpetual Motion (2005)
- The Water Fields (2007)